# 伊予鉄道120系電車
- 京急デハ400形電車 (初代) > 伊予鉄道120系電車
- 小田急1900形電車 > 伊予鉄道120系電車

伊予鉄道120系電車（いよてつどう120けいでんしゃ）は、かつて伊予鉄道に在籍していた通勤形電車の一系列である。

## 概要
制御電動車のモハ120形121 - 125と制御車のクハ420形421の計6両が使用されていた。モハ121 - 123・クハ421とモハ124・125では出自・外観・運用形態が異なっていた。

### モハ121 - 123・クハ421
元は1947年（昭和22年）に、三井造船玉野製作所で製造された京浜急行電鉄デハ400形 (初代)10両のうちの4両である。同車は戦後混乱期に製造されたことから（加えて、製造会社が鉄道車両の製造を手がけていなかったこともあり）状態が極度に悪化したため、1965年（昭和40年）から翌年にかけて車体更新を受けることになった。
この時に発生した旧車体を西武建設がスクラップ扱いで購入。西武所沢車両工場で改修の上、1968年（昭和43年）に譲渡したものである。
改造内容は次のとおりである。
・外板の総張替え。（ノーシル・ノーヘッダー化）。
・窓枠のアルミサッシ化。
・パンダグラフ、台車、主電動機、電動発電機は西武手持ちの部品（国鉄からの払い下げ品）を取り付け。パンダグラフは工進精工所製PS-13C、台車はTR-14、TR-10、主電動機はMT4（端子電圧675V時定格出力85kW）である。MT4主電動機は鉄道省における制式主電動機として採用された機種であり、メーカー形式はGE-244A（ゼネラル・エレクトリック (GE) 社製）もしくはSE-102（芝浦製作所製）である。

・内装のペイント塗りつぶし（ウォームグレー）。
このため、書類上は同年西武所沢工場製となっており、京急での旧番号とは対照できない。その後、次の改造を実施している。
1978年（昭和53年）：密着自動連結器（密自連）を設置。（モハ122・123）（横河原線での4両運転開始によるもの）
1985年（昭和60年）：台車・主電動機交換。（モハ121・122）（同社モハ301,302及び130系の新性能化で余剰となった日本車両製造D-16、主電動機三菱電機MB146-SFR）
121と421は片運転台、122・123は増結用に両運転台となっている。また、122・123の非パンタ側と421の前面は貫通化されている。

### モハ124･125
元は1949年（昭和24年）に川崎車輌で製造された小田急電鉄1900形のうち2両である。1978年、横河原線での4両運転開始の際に譲受した。入線の際、自社古町車両工場にて以下の改造を受けた。
・非貫通化･運転台の中央への移設　
・台車：種車のものを流用の上、主電動機を南海電気鉄道発生品MB-146-SFRに交換　
・電動発電機：芝浦CLG-1（モハ131・132で不要となったもの）　
・制御装置:ABFから、高性能改造を実施したモハ303・304の制御機器を流用し、HL制御化　
・密着式電気連結器設置（モハ125）

## 運用
モハ121 - 123・クハ421は同形で2 - 4両編成を組んでいたが、モハ124・125は110系の増結車となった。700系の増備により1989年（平成元年）9月6日付で除籍され、全車廃車された。

### 編成表
（左が高浜・郡中港方、右が横河原方）
- 121-421-122
- 125-413-115
- 113-412-124

※123は入線当初123-413-115の編成であったが、横河原線4両編成化による124,125入線により、主に121編成の増結用として使用されていた。

## 番号対照表
121←西武所沢車両工場（1968年更新）←京浜急行デハ400形 三井造船玉野製作所（1947年）
122←西武所沢車両工場（1968年更新）←京浜急行デハ400形 三井造船玉野製作所（1947年）
123←西武所沢車両工場（1968年更新）←京浜急行デハ400形 三井造船玉野製作所（1947年）
124←小田急デハ1902 川崎車輌（1949年）
125←小田急デハ1901 川崎車輌（1949年）
421←西武所沢車両工場（1968年更新）←京浜急行デハ400形 三井造船玉野製作所（1947年）